# M/Y Caprice
M/Y Caprice är en så kallad Tiedemannkryssare i mahogny, som byggdes på Rosättra Båtvarv i Norrtälje 1948. 
Hon är en av tre systerbåtar som beställdes samtidigt av tre bröder i familjen Christensson Motorbåten ritades av Stig Tiedemann och fick namnet M/Y Cascade.
Under en stormig resa i Hanöbukten 1950 fattade en gastub ombord eld och en stor del av fartygets inredning förstördes. Hon bogserades till Kalmar och reparerades vid varvet i Gamleby. Efter ett ägarbyte fick hon sitt nuvarande namn.
M/Y Caprice k-märktes av Sjöhistoriska museet i Stockholm år 2015.